# Verticale synchronisatie
Verticale synchronisatie (V-Sync) verwijst naar het syncroniseren van de frames op een beeldscherm met de verticale intervallen (het verschil tussen de laatste lijn van een frame op het scherm en de eerste lijn van de volgende frame). Deze optie voorkomt het overschrijven van verschillende frames op het beeldscherm (tearing) om altijd volledige frames te verkrijgen. Het berekent de tijd die nodig is om de frames samen te laten vallen met de verticale intervallen. Veel (grafische) computerprogramma's hebben deze optie, maar het geeft een grote verandering in de framerate omdat het programma moet wachten totdat de grafische kaart alle frames heeft verzonden naar het beeldscherm voordat het verder kan gaan.